# Трав'янчик смугастощокий
Трав'янчик смугастощокий (Amytornis merrotsyi) — вид горобцеподібних птахів з родини малюрових (Maluridae).

## Поширення
Ендемік Австралії. Поширений на півдні Південної Австралії. Природним середовищем проживання є тропічні та субтропічні луки, савани і чагарники.

## Підвиди
- A. m. merrotsyi — Mellor, 1913 — хребет Фліндерс;
- A. m. pedleri — Christidis, Horton & Norman, 2008 — гори Голер.